# 시유 (음료)
시유(市乳)는 원유(原乳)를 소비자가 마실 수 있도록 살균, 포장하여 파는 우유를 가리키는 단어이다. 살균방법으로는 저온 살균법, 고온살균법, 초고온멸균법 등이 있다. 원유의 약 70%는 시유로 쓰이고, 나머지 30%는 버터, 치즈, 분유, 연유, 요거트, 아이스크림 등의 원료로 쓰인다.

## 같이 보기
- 우유